# Jong Vlaanderen-Bauknecht/Saison 2011
Dieser Artikel listet Erfolge und Mannschaft des Radsportteams Jong Vlaanderen-Bauknecht in der Saison 2011 auf.

## Zugänge – Abgänge
| Zugänge                   | Team 2010             | Abgänge                | Team 2011                    |
| ------------------------- | --------------------- | ---------------------- | ---------------------------- |
| Stijn Steels              | Qin Cycling Team      | Sven Vandousselaere    | Omega Pharma-Lotto           |
| Francesco Van Coppernolle | Qin Cycling Team      | Pieter Serry           | Topsport Vlaanderen-Mercator |
| Arnaud Van Den Abeele     | BKCP-Powerplus (2009) | Kenny Terweduwe        | An Post-Sean Kelly           |
| Walt De Winter            | Neoprofi              | Steve Schets           | Donckers Koffie-Jelly Belly  |
| Jeroen Hoorne             | Neoprofi              | Joeri Calleeuw         | BCV Works Ingelmunster       |
| Jeroen Lepla              | Neoprofi              | Bjorn De Decker        | Unbekannt                    |
| Dylan Teuns               | Neoprofi              | Brian Ligneel          | Unbekannt                    |
| Kevin Van Dyck            | Neoprofi              | Jorg Pannekoek         | Unbekannt                    |
| Emiel Wastyn              | Neoprofi              | Roel Paulissen         | Unbekannt                    |
|                           |                       | Niels Schepmans        | Unbekannt                    |
|                           |                       | Gert-Jan Van Immerseel | Unbekannt                    |

## Mannschaft
| Name                      | Geburtstag          | Nationalität |              |
| ------------------------- | ------------------- | ------------ | ------------ |
| Garrit Broeders           | 20. August 1990     | Belgien      |              |
| Steven De Neef            | 16. Januar 1971     | Belgien      |              |
| Walt De Winter            | 24. November 1988   | Belgien      |              |
| Timothy Dupont            | 1. November 1987    | Belgien      |              |
| Joaquim Durant            | 29. Januar 1991     | Belgien      |              |
| Jeroen Hoorne             | 14. August 1988     | Belgien      |              |
| Jeroen Lepla              | 13. August 1990     | Belgien      |              |
| Sibrecht Pieters          | 15. Juli 1988       | Belgien      |              |
| Stijn Steels              | 21. August 1989     | Belgien      |              |
| Dylan Teuns               | 1. März 1992        | Belgien      |              |
| Francesco Van Coppernolle | 16. April 1991      | Belgien      |              |
| Arnaud Van Den Abeele     | 26. Juni 1990       | Belgien      |              |
| Kevin Van Dyck            | 23. Juni 1988       | Belgien      |              |
| Niels Van Dyck            | 30. August 1990     | Belgien      |              |
| Benjamin Verraes          | 21. Februar 1987    | Belgien      |              |
| Kevin Verwaest            | 6. Januar 1989      | Belgien      |              |
| Emiel Wastyn              | 1. Januar 1992      | Belgien      |              |
| Stagiaires                | Stagiaires          | Nationalität | Nationalität |
| Jens Vandenbogaerde       | Jens Vandenbogaerde | Belgien      |              |

## Platzierungen in UCI-Ranglisten
UCI Europe Tour 2011
|       | Fahrer           | Punkte |
| ----- | ---------------- | ------ |
| 212.  | Benjamin Verraes | 75     |
| 384.  | Walt De Winter   | 40     |
| 480.  | Timothy Dupont   | 31     |
| 640.  | Jeroen Hoorne    | 19     |
| 1212. | Niels Van Dyck   | 2      |